# Quwo
Quwo (曲沃县,  Qǔwò Xiàn) ist ein chinesischer Kreis der bezirksfreien Stadt Linfen in der Provinz Shanxi. Er hat eine Fläche von 432,7 km² und 216.595 Einwohner (Stand: Zensus 2020).
Zwischen 745 und 677 v. Chr. war Quwo ein eigener Staat, der sich vom Staat Jin abspaltete.
Die Tianma-Qucun-Stätte liegt auf seinem Gebiet.

## Persönlichkeiten
- Huan Shu * 802 – † 731 v. Chr.
- Zhuang Bo † 716 v. Chr. – attackierte Jin im Jahre 718 v.Chr